# I. ČLTK Praha (lední hokej)
I. ČLTK Praha (celým názvem: I. Český lawn–tenisový klub Praha) byl český klub ledního hokeje, který sídlil v pražských Holešovicích. Založen byl v roce 1923. V sezóně 1940/41 se ČLTK stává mistrem Protektorátu, čímž vůbec poprvé sesadila LTC Prahu z pozice ligového šampióna. První poválečné roky se klub držel v elitní hokejové společnosti, ale od roku 1948 z klubu kvůli emigraci odešlo mnoho klíčových hráčů, což zapříčinilo pád do nižších soutěží. V socialistické éře ČLTK bojovalo pouze v nejnižších ligách a nebo v krajských soutěžích. V roce 1994 došlo k prodeji vybojované druholigové licence do týmu HK Kaučuk Kralupy. Do roku 1996 se pak tým ČLTK přihlašoval jako partnerský klub Kralup nad Vltavou. Zánik přišel v roce 1998 rozpadem celého klubu, většina hráčů poté odešla do konkurenčních Bohemians.
Své domácí zápasy odehrával na zimním stadionu Štvanice s kapacitou 8 000 diváků.

## Historické názvy
Zdroj:
- 1923 – I. ČLTK Praha (I. Český lawn–tenisový klub Praha)
- 1948 – Sokol ZMP Praha
- 1949 – ZSJ ZMP Praha
- 1951 – ZSJ Sokol Šverma Jinonice (Základní sportovní jednota Sokol Šverma Jinonice)
- 1953 – DSO Spartak Motorlet Praha (Dobrovolná sportovní organizace Spartak Motorlet Praha)
- 1957 – TJ Spartak Motorlet Praha (Tělovýchovná jednota Spartak Motorlet Praha)
- 1969 – TJ ČLTK Motorlet Praha (Tělovýchovná jednota Český lawn–tenisový klub Motorlet Praha)
- 1970 – TJ DP I. ČLTK Praha (Tělovýchovná jednota Dopravní podnik I. Český lawn–tenisový klub Praha)
- 1992 – I. ČLTK Praha (I. Český lawn–tenisový klub Praha)
- 1994 – I. ČLTK Kaučuk Praha (I. Český lawn–tenisový klub Kaučuk Praha)
- 1996 – I. ČLTK Praha (I. Český lawn–tenisový klub Praha)
- 1998 – zánik

## Přehled ligové účasti
Stručný přehled
Zdroj:
- 1936–1937: Středočeská divize (2. ligová úroveň v Československu)
- 1937–1938: 1. liga – sk. A (1. ligová úroveň v Československu)
- 1939–1940: Středočeská župní liga (2. ligová úroveň v Protektorátu Čechy a Morava)
- 1940–1944: Českomoravská liga (1. ligová úroveň v Protektorátu Čechy a Morava)
- 1945–1947: 1. liga – sk. B (1. ligová úroveň v Československu)
- 1947–1948: 1. liga – sk. A (1. ligová úroveň v Československu)
- 1948–1949: 1. liga (1. ligová úroveň v Československu)
- 1949–1950: Oblastní soutěž – sk. D2 (2. ligová úroveň v Československu)
- 1950–1951: Oblastní soutěž – sk. D (2. ligová úroveň v Československu)
- 1951–1953: 1. liga – sk. B (1. ligová úroveň v Československu)
- 1953–1954: 1. liga – sk. C (1. ligová úroveň v Československu)
- 1954–1956: 1. liga – sk. B (1. ligová úroveň v Československu)
- 1956–1958: 1. liga (1. ligová úroveň v Československu)
- 1958–1963: 2. liga – sk. A (2. ligová úroveň v Československu)
- 1963–1964: 2. liga – sk. B (2. ligová úroveň v Československu)
- 1964–1965: 1. liga (1. ligová úroveň v Československu)
- 1965–1968: 2. liga – sk. B (2. ligová úroveň v Československu)
- 1968–1969: 2. liga – sk. A (2. ligová úroveň v Československu)
- 1969–1973: 1. ČNHL – sk. A (2. ligová úroveň v Československu)
- 1973–1974: 1. ČNHL (2. ligová úroveň v Československu)
- 1974–1975: 2. ČNHL – sk. A (3. ligová úroveň v Československu)
- 1975–1978: 2. ČNHL – sk. B (3. ligová úroveň v Československu)
- 1978–1979: 2. ČNHL – sk. A (3. ligová úroveň v Československu)
- 1979–1980: Krajský přebor – Praha (3. ligová úroveň v Československu)
- 1980–1983: 1. ČNHL – sk. A (2. ligová úroveň v Československu)
- 1983–1987: 2. ČNHL – sk. A (3. ligová úroveň v Československu)
- 1987–1991: 2. ČNHL – sk. B (3. ligová úroveň v Československu)
- 1991–1992: 2. ČNHL – sk. C (3. ligová úroveň v Československu)
- 1993–1998: Krajský přebor – Praha (4. ligová úroveň v České republice)

Jednotlivé ročníky
Zdroj:
Legenda: ZČ - základní část, červené podbarvení - sestup, zelené podbarvení - postup, fialové podbarvení - reorganizace, změna skupiny či soutěže
| Československo (1936 – 1938)             |                          |           |           |                                            |                          |
| Sezóny                                   | Soutěž                   | Úroveň    | ZČ        | Play-off, nadstavba, sk. o udržení...      | Poznámky                 |
| 1936/37                                  | Středočeská divize       | 2. úroveň | 2. místo  |                                            | Postup                   |
| 1937/38                                  | 1. liga – sk. A          | 1. úroveň | 2. místo  |                                            | Reorganizace             |
| Protektorát Čechy a Morava (1939 – 1944) |                          |           |           |                                            |                          |
| Sezóny                                   | Soutěž                   | Úroveň    | ZČ        | Play-off, nadstavba, sk. o udržení...      | Poznámky                 |
| 1939/40                                  | Středočeská župní liga   | 2. úroveň | 3. místo  |                                            | Postup                   |
| 1940/41                                  | Českomoravská liga       | 1. úroveň | 1. místo  |                                            |                          |
| 1941/42                                  | Českomoravská liga       | 1. úroveň | 2. místo  |                                            |                          |
| 1942/43                                  | Českomoravská liga       | 1. úroveň | 2. místo  |                                            |                          |
| 1943/44                                  | Českomoravská liga       | 1. úroveň | 2. místo  |                                            | Reorganizace             |
| Československo (1945 – 1993)             |                          |           |           |                                            |                          |
| Sezóny                                   | Soutěž                   | Úroveň    | ZČ        | Play-off, nadstavba, sk. o udržení...      | Poznámky                 |
| 1945/46                                  | 1. liga – sk. B          | 1. úroveň | 1. místo  | Finále                                     |                          |
| 1946/47                                  | 1. liga – sk. B          | 1. úroveň | 1. místo  | Finále                                     | Změna skupiny            |
| 1947/48                                  | 1. liga – sk. A          | 1. úroveň | 1. místo  | Finále                                     | Reorganizace             |
| 1948/49                                  | 1. liga                  | 1. úroveň | 8. místo  |                                            | Sestup                   |
| 1949/50                                  | Oblastní soutěž – sk. D2 | 2. úroveň | 1. místo  | Semifinálová skupina A (3. místo)          | Reorganizace             |
| 1950/51                                  | Oblastní soutěž – sk. D  | 2. úroveň | 1. místo  | Závěrečná nadstavba – sk. Západ (4. místo) | Postup                   |
| 1951/52                                  | 1. liga – sk. B          | 1. úroveň | 6. místo  |                                            |                          |
| 1952/53                                  | 1. liga – sk. B          | 1. úroveň | 6. místo  |                                            | Změna skupiny            |
| 1953/54                                  | 1. liga – sk. C          | 1. úroveň | 5. místo  |                                            | Změna skupiny            |
| 1954/55                                  | 1. liga – sk. B          | 1. úroveň | 5. místo  |                                            |                          |
| 1955/56                                  | 1. liga – sk. B          | 1. úroveň | 6. místo  |                                            | Reorganizace             |
| 1956/57                                  | 1. liga                  | 1. úroveň | 10. místo |                                            |                          |
| 1957/58                                  | 1. liga                  | 1. úroveň | 11. místo |                                            | Sestup                   |
| 1958/59                                  | 2. liga – sk. A          | 2. úroveň | 2. místo  |                                            |                          |
| 1959/60                                  | 2. liga – sk. A          | 2. úroveň | 5. místo  |                                            |                          |
| 1960/61                                  | 2. liga – sk. A          | 2. úroveň | 4. místo  |                                            |                          |
| 1961/62                                  | 2. liga – sk. A          | 2. úroveň | 2. místo  |                                            |                          |
| 1962/63                                  | 2. liga – sk. A          | 2. úroveň | 2. místo  |                                            | Změna skupiny            |
| 1963/64                                  | 2. liga – sk. B          | 2. úroveň | 1. místo  | Kvalifikace o 1. ligu (2. místo)           | Postup                   |
| 1964/65                                  | 1. liga                  | 1. úroveň | 12. místo | Skupina o umístění (12. místo)             | Sestup                   |
| 1965/66                                  | 2. liga – sk. B          | 2. úroveň | 1. místo  | Kvalifikace o 1. ligu (3. místo)           |                          |
| 1966/67                                  | 2. liga – sk. B          | 2. úroveň | 2. místo  |                                            |                          |
| 1967/68                                  | 2. liga – sk. B          | 2. úroveň | 3. místo  |                                            | Změna skupiny            |
| 1968/69                                  | 2. liga – sk. A          | 2. úroveň | 4. místo  |                                            | Reorganizace             |
| 1969/70                                  | 1. ČNHL – sk. A          | 2. úroveň | 10. místo |                                            |                          |
| 1970/71                                  | 1. ČNHL – sk. A          | 2. úroveň | 2. místo  | Kvalifikace o 1. ligu (4. místo)           |                          |
| 1971/72                                  | 1. ČNHL – sk. A          | 2. úroveň | 4. místo  |                                            |                          |
| 1972/73                                  | 1. ČNHL – sk. A          | 2. úroveň | 4. místo  |                                            | Reorganizace             |
| 1973/74                                  | 1. ČNHL                  | 2. úroveň | 12. místo |                                            | Sestup                   |
| 1974/75                                  | 2. ČNHL – sk. A          | 3. úroveň | 4. místo  |                                            | Změna skupiny            |
| 1975/76                                  | 2. ČNHL – sk. B          | 3. úroveň | 6. místo  |                                            |                          |
| 1976/77                                  | 2. ČNHL – sk. B          | 3. úroveň | 5. místo  |                                            |                          |
| 1977/78                                  | 2. ČNHL – sk. B          | 3. úroveň | 6. místo  |                                            | Změna skupiny            |
| 1978/79                                  | 2. ČNHL – sk. A          | 3. úroveň | 5. místo  |                                            | Reorganizace             |
| 1979/80                                  | Krajský přebor – Praha   | 3. úroveň | 1. místo  | Finálová skupina (1. místo)                | Postup                   |
| 1980/81                                  | 1. ČNHL – sk. A          | 2. úroveň | 9. místo  | Skupina o udržení A (2. místo)             |                          |
| 1981/82                                  | 1. ČNHL – sk. A          | 2. úroveň | 4. místo  | Finálová skupina (10. místo)               |                          |
| 1982/83                                  | 1. ČNHL – sk. A          | 2. úroveň | 6. místo  | Kvalifikace o 1. ČNHL (2. místo)           | Reorganizace             |
| 1983/84                                  | 2. ČNHL – sk. A          | 3. úroveň | 4. místo  |                                            |                          |
| 1984/85                                  | 2. ČNHL – sk. A          | 3. úroveň | 7. místo  |                                            |                          |
| 1985/86                                  | 2. ČNHL – sk. A          | 3. úroveň | 4. místo  |                                            |                          |
| 1986/87                                  | 2. ČNHL – sk. A          | 3. úroveň | 3. místo  |                                            | Změna skupiny            |
| 1987/88                                  | 2. ČNHL – sk. B          | 3. úroveň | 4. místo  |                                            |                          |
| 1988/89                                  | 2. ČNHL – sk. B          | 3. úroveň | 3. místo  |                                            |                          |
| 1989/90                                  | 2. ČNHL – sk. B          | 3. úroveň | 7. místo  |                                            |                          |
| 1990/91                                  | 2. ČNHL – sk. B          | 3. úroveň | 4. místo  | Semifinálová skupina B (4. místo)          | Změna skupiny            |
| 1991/92                                  | 2. ČNHL – sk. C          | 3. úroveň | 7. místo  |                                            | Změna skupiny            |
| 1992/93                                  | 2. ČNHL – sk. A          | 3. úroveň | 7. místo  |                                            | Sestup                   |
| Česko (1993 – 1998)                      |                          |           |           |                                            |                          |
| Sezóny                                   | Soutěž                   | Úroveň    | ZČ        | Play-off, nadstavba, sk. o udržení...      | Poznámky                 |
| 1993/94                                  | Krajský přebor – Praha   | 4. úroveň | 1. místo  | Baráž o 2. ligu (výhra)                    | Prodej licence do Kralup |
| 1994/95                                  | Krajský přebor – Praha   | 4. úroveň | 6. místo  |                                            |                          |
| 1995/96                                  | Krajský přebor – Praha   | 4. úroveň | 3. místo  |                                            |                          |
| 1996/97                                  | Krajský přebor – Praha   | 4. úroveň | 5. místo  |                                            |                          |
| 1997/98                                  | Krajský přebor – Praha   | 4. úroveň | 4. místo  |                                            |                          |